# Jörgen Meyer
Jörgen Meyer (* 16. Dezember 1906 in Lidköping; verschollen Februar 1975 im Pazifischen Ozean) war ein deutscher Einhandsegler.
Meyer wuchs in Wismar auf, er war von Beruf Chemiker und Direktor der Zuckerfabrik Jülich. Den ersten Segelkurs machte er 1967 mit 61 Jahren.
Seine erste 351 Tage dauernde Weltumseglung machte Meyer von 1971 bis 1972. Stationen waren Panama, Port Moresby und Kapstadt, er war dabei 310 Tage auf See und 41 Tage an Land. Er war damals der älteste Weltumsegler und der schnellste auf dieser Route. Für diese Reise erhielt er 1972 den Trans-Ocean-Preis.
Beim Versuch zu seiner zweiten Weltumseglung wollte er ohne Stopp um die Welt segeln, diesmal in Richtung Osten. Sein letztes Lebenszeichen ist ein Telegramm aus Tasmanien vom 2. Februar 1975. Auf dem Weg von dort nach Kap Hoorn ist er verschollen.